# Petals for Armor
| Совокупная оценка    | Совокупная оценка |
| Источник             | Оценка            |
| -------------------- | ----------------- |
| Album of the Year    | 81/100            |
| AnyDecentMusic?      | 8.1/10            |
| Metacritic           | 83/100            |
| Оценки критиков      |                   |
| Источник             | Оценка            |
| AllMusic             | [ 9 ]             |
| Clash                | 8/10              |
| Consequence of Sound | B+                |
| The Daily Telegraph  | [ 12 ]            |
| The Observer         | [ 13 ]            |
| The Independent      | [ 14 ]            |
| NME                  | [ 15 ]            |
| Our Culture Mag      | [ 16 ]            |
| Pitchfork            | 7.2/10            |
| Rolling Stone        | [ 17 ]            |
| The Times            | [ 18 ]            |

Petals for Armor (с англ. — «Лепестки для защиты») — сольный студийный альбом Хэйли Уильямс, автора-исполнителя песен и солистки группы Paramore. Альбом вышел 8 мая 2020 года, на лейбле Atlantic Records. Этот альбом станет для Хэйли Уильямс первым сольным опытом, помимо гостевого участия в записях других исполнителей. Альбому предшествовали два мини-альбома Petals for Armor I and Petals for Armor II.
Объясняя происхождение названия альбома, Хэйли говорит, что «для меня лучший способ защитить себя — быть хрупкой». Продюсером альбома выступил американский музыкант и автор песен Тейлор Йорк. Альбом был записан в 2019 году, во время творческого отпуска Paramore, взятого после тура в поддержку After Laughter, пятого альбома группы.
Выходу альбома предшествовал сингл «Simmer», выпущенный в январе 2020 года вместе с музыкальным видео. В интервью Радио BBC Уильямс подтвердила, что планирует поехать в тур в поддержку Petals for Armor после его выхода. Даты первых сольных концертов в Европе и Америке были объявлены 5 марта через твиттер.

### Предпосылки
После продолжительного тура в поддержку пятого альбома Paramore Хэйли выразила своё мнение по поводу будущего группы, заявив, что они двигаются вперед, но сейчас им необходима пауза в создании музыки и гастрольной деятельности. В эмоциональном интервью на Радио BBC Хэйли так описала свой процесс записи альбома: 
«Я готова и так сильно смущена тем, что могу поделиться этим проектом… Создавать его было страшно, но это был воодушевляющий опыт. Некоторые моменты написания Petals for armor — то чем я сильнее всего горжусь, как автор песен. И я смогла „замарать руки“ немного сильнее в плане написания музыки. В группе я играю со своими любимыми музыкантами, так что я почти никогда не чувствую, что должна взять на себя роль музыканта в моменты записи альбомов Paramore. Тем не менее, моему проекту пошла на пользу эта музыкальная наивность и сырость, так что я экспериментировала немного больше. Мы работали с моими самыми близкими друзьями. Эти талантливые люди ярко проявили себя в записи пластинки. Мне нравится думать, что мы все делаем друг друга лучше и результатом становится что-то, что звучит и чувствуется именно так, как я и надеялась. Пришло время показать всё это, я наконец-то могу выдохнуть. Я взволнована от возможности позволить людям почувствовать ту другую сторону самой себя, с которой я сама познакомилась не так давно.»

### Продвижение
22 января был выпущен «Simmer» главный сингл с альбома. В этот же день был выпущен видеоклип на данную песню.
Второй сингл «Dead Horse» был выпущен 21 апреля. Видеоклип на песню «Dead Horse» был выпущен 8 мая. Режиссёром стал Зак Фарро.

## Отзывы
Petals for Armor был встречен критиками положительно. На сайте Metacritic, который присваивает рецензиям профессиональных изданий нормализованный рейтинг из 100 баллов, альбом получил средний балл 83 на основе 22 рецензий, что свидетельствует о «всеобщем признании» . Агрегатор AnyDecentMusic? поставил альбому 8,1 балла из 10, основываясь на своей оценке критического консенсуса.

### Итоговые списки
| Публикация           | Список                     | Ранг | Ссылка |
| -------------------- | -------------------------- | ---- | ------ |
| Billboard            | Top 50 Best Albums of 2020 | 41   | [ 26 ] |
| Consequence of Sound | Top 50 Albums of 2020      | 21   | [ 27 ] |
| Entertainment Weekly | Top 15 Albums of 2020      | 15   | [ 28 ] |
| The Line of Best Fit | Top 50 Albums of 2020      | 36   | [ 29 ] |
| Rolling Stone        | The 50 Best Albums of 2020 | 31   | [ 30 ] |
| Slant Magazine       | Top 50 Albums of 2020      | 48   | [ 31 ] |

## Список композиций
| №   | Название                                          | Автор(ы)                              | Длительность |
| --- | ------------------------------------------------- | ------------------------------------- | ------------ |
| 1.  | «Simmer»                                          | Хэйли Уильямс Тейлор Йорк Джои Говард | 4:26         |
| 2.  | «Leave It Alone»                                  | Уильямс Джои Говард                   | 4:05         |
| 3.  | «Cinnamon»                                        | Уильямс Йорк                          | 3:31         |
| 4.  | «Creepin'»                                        | Уильямс Говард Стеф Марчиано          | 2:58         |
| 5.  | «Sudden Desire»                                   | Уильямс Говард                        | 3:07         |
| 6.  | «Dead Horse»                                      | Уильямс Дэниел Джеймс                 | 3:19         |
| 7.  | «My Friend»                                       | Уильямс Говард                        | 3:39         |
| 8.  | «Over Yet»                                        | Уильямс Говард Марчиано               | 3:39         |
| 9.  | «Roses/Lotus/Violet/Iris» (совместно с boygenius) | Уильямс Йорк Джеймс                   | 5:18         |
| 10. | «Why We Ever»                                     | Уильямс Мика Токс                     | 4:23         |
| 11. | «Pure Love»                                       | Уильямс Говард                        | 3:07         |
| 12. | «Taken»                                           | Уильямс Говард Марчиано               | 2:46         |
| 13. | «Sugar on the Rim»                                | Уильямс                               | 4:14         |
| 14. | «Watch Me While I Bloom»                          | Уильямс                               | 3:44         |
| 15. | «Crystal Clear»                                   | Уильямс                               | 3:33         |

## Хит-парады
| Чарт (2020)                       | Высшая позиция |
| --------------------------------- | -------------- |
| Австралия (ARIA)                  | 6              |
| Австрия (Ö3 Austria)              | 51             |
| Канада (CRIA)                     | 3              |
| Бельгия/Фландрия (Ultratop)       | 117            |
| Германия (Offizielle Top 100)     | 24             |
| Ирландия (Irish Albums Chart)     | 38             |
| Новая Зеландия (RMNZ)             | 24             |
| Португалия (AFP)                  | 21             |
| Шотландия (Scottish Albums Chart) | 1              |
| Великобритания (UK Albums Chart)  | 4              |
| США, Billboard 200                | 18             |